# Ludivine Kreutz
Pour les articles homonymes, voir Kreutz.
Ludivine Kreutz, née le 24 septembre 1973 à Rognac, est une golfeuse française.

## Carrière professionnelle
Ses résultats en 2005 lui ont permis d'intégrer l'équipe européenne de Solheim Cup. Lors de celle-ci, elle perd un double avec Gwladys Nocera.